# Carole Bayer Sager
Carole Bayer Sager, född 8 mars 1947 på Manhattan i New York, är en amerikansk låtskrivare, sångerska och författare. Bayer Sager är känd för att ha skrivit låtar som "A Groovy Kind of Love", "Nobody Does It Better", "Arthur's Theme (Best That You Can Do)", "That's What Friends Are For" och "The Prayer".

## Biografi
Carole Bayer Sager skrev sin första pophit, "A Groovy Kind of Love", med Toni Wine 1966, medan hon fortfarande gick i high school. Den spelades in av det brittiska bandet The Mindbenders, deras inspelning gjorde succé världen runt och placerade sig på andra plats på Billboard Hot 100. Sången kom senare att spelas in av artister som Sonny & Cher, Petula Clark och Phil Collins.
Bayer Sager har vunnit en Oscar för bästa sång (hon har totalt nominerats sex gånger) för "Arthur's Theme (Best That You Can Do)" som skrevs till filmen En brud för mycket, en Grammy Award (med totalt nio nomineringar) och två Golden Globe Awards (med totalt sju nomineringar). Bayer Sager mottog en Grammy 1987 för sången "That's What Friends Are For", vilken hon skrev tillsammans med Burt Bacharach. Den skrevs ursprungligen till filmen Årets man (1982), och spelades då in av Rod Stewart. Den blev 1986 populär i en version där Dionne Warwick, Stevie Wonder, Gladys Knight och Elton John sjöng.
Carole Bayer Sager blev invald i Songwriters Hall of Fame 1987 och har tilldelats en stjärna på Hollywood Walk of Fame. 
Carole Bayer gifte sig med skivproducenten Andrew Sager 1970, makarna skilde sig 1978. År 1982 gifte hon sig med kompositören och pianisten Burt Bacharach, de skilde sig 1991. Sedan 1996 är Bayer Sager gift med Robert Daly, ordförande för American Film Institute (AFI).
I oktober 2016 gav Bayer Sager ut sina memoarer They're Playing Our Song: A Memoir.

## Sånger i urval
- "Arthur's Theme (Best That You Can Do)" (från filmen En brud för mycket) – Christopher Cross
- "Don't Say You Love Me" – The Corrs
- "Ever Changing Times" – Aretha Franklin
- "Groovy Kind of Love" – The Mindbenders
- "I Never Loved You Anyway" – The Corrs
- "It's The Falling In Love" – Michael Jackson
- "Past Forever" – Agnetha Fältskog
- "The Prayer" (från filmen Det magiska svärdet - kampen om Camelot) – Céline Dion & Andrea Bocelli
- "Someone Else's Eyes" – Aretha Franklin
- "When You Love Someone" (från filmen Glöm Paris) – Anita Baker
- "You Are My Life" – Michael Jackson
- "Now and Forever" – Richard Marx
- "Nobody Does It Better" (från filmen Älskade spion) – Carly Simon
- "That's What Friends Are For" (från filmen Årets man) – Rod Stewart

## Diskografi
Album
- Carole Bayer Sager (Elektra, 1977)
- ...Too (Elektra, 1978)
- Sometimes Late At Night (Boardwalk, 1981)